# Thư kiếm ân cừu lục
Thư kiếm ân cừu lục (giản thể: 书剑恩仇录; phồn thể: 書劍恩仇錄; bính âm: shū jiàn ēn chóu lù) hay Thư kiếm ân thù lục là một tiểu thuyết võ hiệp của nhà văn Kim Dung, được đăng trên Tân vãn báo của Hồng Kông từ ngày 8 tháng 2 năm 1955 đến ngày 5 tháng 9 năm 1956. Đây là tác phẩm đầu tay trong thể loại tiểu thuyết võ hiệp của nhà văn này mở đầu cho một loạt tác phẩm nổi danh sau này.
| “ | Hồng Hoa Hội, một bang hội có tổ chức vô cùng rộng lớn với tôn chỉ "phản Thanh phục Minh". Sau khi lão hội chủ chẳng may qua đời, mọi người đều đồng lòng tôn Trần Gia Lạc lên làm hội chủ. Trần Gia Lạc, một bậc tài hoa vô song nhưng thân thế lại vô cùng bí ẩn Tứ đương gia của Hồng Hoa Hội Bôn Lôi Thủ Văn Thái Lai vì mang trong mình một bí mật vô cùng trọng đại nên bị triều đình truy nã ráo riết... Thân thế của Trần Gia Lạc như thế nào và Văn Thái Lai nắm giữ bí mật gì mà lại bị truy tầm gắt gao như vậy? | ” |

## Bối cảnh
Như các tác phẩm khác của ông, Kim Dung lồng cốt truyện trong bối cảnh lịch sử Trung Hoa, triều vua Càn Long nhà Thanh. Tình tiết xoay quanh cuộc tranh giành quyền lực giữa triều đình Mãn Thanh và lực lượng phản Thanh phục Minh của Hồng Hoa hội và bộ tộc người Hồi. Bối cảnh của truyện xảy ra sau Lộc Đỉnh Ký gần 100 năm(được coi như rẽ nhánh của vũ trụ Lộc đỉnh kí và Bích huyết kiếm  có thể coi như trong bộ truyện này không hề có Di tước gia)
Nhan đề Thư kiếm ân cừu lục lấy từ chuyện Trần Gia Lạc giúp người Hồi đoạt lại Kinh Koran và việc Hoắc Thanh Đồng trao tặng bảo kiếm cho Trần Gia Lạc để báo ơn. Các nhân vật lịch sử như Hoàng đế Càn Long, Triệu Huệ, Hòa Thân, Phúc Khang An, Kỷ Hiểu Lam, Trịnh Bản Kiều... đều xuất hiện trong truyện.
Truyện ca ngợi tình yêu thiết tha trong sáng giữa Trần Gia Lạc, con nuôi Tổng đà chủ Hồng Hoa hội (sau này lên thay Tổng đà chủ) và Hương Hương công chúa, lòng quả cảm hào hiệp của những anh hùng Hồng Hoa hội và người Hồi yêu nước.

## Các hồi
Thư kiếm ân cừu lục gồm tổng cộng 20 hồi. Trong bản sửa chữa lần thứ ba năm 2002, Kim Dung đã bổ sung chương kết Hồn đến chốn nào? vào cuối hồi 20.
| Hồi mục | Tiếng Trung                   | Hán-Việt                                                              | Tiếng Việt                                                          |
| ------- | ----------------------------- | --------------------------------------------------------------------- | ------------------------------------------------------------------- |
| Hồi 1   | 古道騰駒驚白髮 危巒快劍識青翎 | Cổ Đạo Đằng Câu Kinh Bạch Phát Nguy Loan Khoái Kiếm Chí Thanh Linh    | Núi hoang hào kiệt trừ ưng cẩu Dọc đường tỉ kiếm gặp anh hùng       |
| Hồi 2   | 金風野店書生笛 鐵膽荒莊俠士心 | Kim Phong Dã Kiếm Thư Sinh Địch Thiết Đảm Hoang Trang Hiệp Sĩ Tâm     | Khách điếm khuya tú tài thổi sáo Thiết Đảm Trang hiệp sĩ náu mình   |
| Hồi 3   | 避禍英雄悲失路 尋仇好漢誤交兵 | Tỵ Hoạ Anh Hùng Bi Thất Lạc Tầm Cừu Hảo Hán Ngộ Giao Binh             | Lánh nạn anh hùng lâm cảnh khổ Tìm thù hảo hán đánh lầm nhau        |
| Hồi 4   | 置酒弄丸招薄怒 還書貽劍種深情 | Trí Tửu Lộng Hoàn Chiêu Bạc Nộ Hoàn Thư Di Kiếm Chúng Thâm Tình       | Dùng rượu, quân sư trêu hiệp nữ Trả kinh, gieo món nợ thâm tình     |
| Hồi 5   | 烏鞘嶺口拚鬼俠 赤套渡頭扼官軍 | Ô Sao Lãnh Khẩu Biện Quỷ Hiệp Xích Sáo Độ Đầu Ách Quan Quân           | Ô Sào Lãnh quỷ hiệp chặn đường Xích Sáo Độ quan quân trôi dạt       |
| Hồi 6   | 有情有義憐難侶 無法無天振饑民 | Hữu Tình Hữu Nghĩa Liên Nạn Lữ Vô Pháp Vô Thiên Chấn Cơ Dân           | Lâm hoạn nạn nảy sinh tình nghĩa Cướp quân lương cứu tế dân nghèo   |
| Hồi 7   | 琴音朗朗聞雁落 劍氣沉沉作龍吟 | Cầm Âm Lãng Lãng Văn Nhạn Lạc Kiếm Khí Trầm Trầm Tác Long Ngâm        | Đàn ngân réo rắt như phượng gáy Kiếm khí âm trầm tựa rồng gầm       |
| Hồi 8   | 千軍嶽峙圍千頃 萬馬潮洶動萬乘 | Thiên Quân Nhạc Trì Vy Thiên Khoảnh Vạn Mã Triều Hung Động Vạn Thừa   | Thiên quân không dám vây hồ rộng Thần triều hung hãn khiếp chí tôn  |
| Hồi 9   | 虎穴輕身開鐵銬 獅峰重氣擲金針 | Hổ Huyệt Khinh Thân Khai Thiết Khảo Sư Phong Trùng Khí Trịch Kim Trâm | Hang cọp không thua, thua xích sắt Thù sâu chẳng báo, báo ân tình   |
| Hồi 10  | 煙騰火熾走豪俠 粉膩脂香羈至尊 | Yên Đằng Hoả Sí Tẩu Hào Hiệp Phấn Nhị Chi Hương Cơ Chí Tôn            | Dập ngòi nổ, hào kiệt nát mình Ngửi thức ăn, chí tôn méo mặt        |
| Hồi 11  | 高塔入雲盟九鼎 快招如電顯雙鷹 | Cao Tháp Nhập Vân Minh Cửu Đỉnh Khoái Chiêu Như Điện Hiển Song Ưng    | Bảo tháp ngất trời thề cửu đỉnh Khoái chiêu như điện tiếp song ưng  |
| Hồi 12  | 盈盈彩燭三生約 霍霍青霜萬里行 | Doanh Doanh Thái Chúc Tam Sinh Ước Hoắc Hoắc Thanh Sương Vạn Lý Hàng  | Từ Gia Cát phỉ tình hương lửa Dư tú tài vì nghĩa lâm nguy           |
| Hồi 13  | 吐氣揚眉雷掌疾 驚才絕艷雪蓮馨 | Thổ Khí Dương My Lôi Chưởng Tật Kinh Tài Tuyệt Diễm Tuyết Liên Hinh   | Bôn Lôi Thủ ra tay sấm sét Tuyết liên hoa sa mạc tỏa hương          |
| Hồi 14  | 密意柔情錦帶舞 長槍大戟鐵弓鳴 | Mật Ý Nhu Tình Cẩm Đới Vũ Trường Sanh Thái Kích Thiết Cung Minh       | Vũ hội trao duyên quàng dây gấm Hồ cát tận tình nghĩa đệ huynh      |
| Hồi 15  | 奇謀破敵將軍苦 兒戲降魔玉女瞋 | Cơ Mưu Phá Địch Tướng Quân Khổ Nhi Hi Hàng Ma Ngọc Nữ Sân             | Triệu Tuệ ngốc toàn quân tan vỡ Nguyên Chỉ buồn trêu ghẹo tam ma    |
| Hồi 16  | 我見猶憐二老意 誰能遣此雙姝情 | Ngã Kiến Do Liên Nhị Lão Y Thuỳ Nai Khiển Thử Song Thù Tình           | Hai lão nhân thương tình không nỡ Ba thiếu niên dụng kế thoát thân  |
| Hồi 17  | 為民除害方稱俠 抗暴蒙污不愧貞 | Vi Dân Trừ Hại Phương Xưng Hiệp Kháng Bạo Mông Ô Bất Quý Trinh        | Vì dân trừ hại xứng danh hiệp Nhơ thân diệt bạo vẫn là trinh        |
| Hồi 18  | 驅驢有術居奇貨 除惡無方從佳人 | Khu Lư Hữu Thuật Cư Kỳ Hoá Trừ Ác Vô Phương Tòng Giai Nhân            | Quái hiệp gỡ tơ lòng nhi nữ Gian tặc lầm mưu hận mỹ nhân            |
| Hồi 19  | 心傷殿隅星初落 魂斷城頭日已昏 | Tâm Thương Điện Ngung Tinh Sơ Lạc Hồn Đoạn Thành Đầu Nhật Dĩ Hôn      | Canh khuya oai vượt năm tòa điện Hoàng hôn buồn hẹn vạn đời sau     |
| Hồi 20  | 忍見紅顏墮火窟 空餘碧血葬香魂 | Nhẫn Kiến Hồng Nhan Đoạ Hoả Quật Không Dư Bích Huyết Táng Hương Hồn   | Xương thịt mất còn đây bích huyết Mộ phần không chẳng lạc hương hồn |
| Hồi kết | 魂归何处                      | Hồn Quy Hà Xứ                                                         | Hồn đến chốn nào?                                                   |

## Tóm tắt cốt truyện
Trần Gia Lạc là chàng trai trẻ được tín nhiệm trở thành Tổng đà chủ của Hồng Hoa hội - HHH (tức Thiên Địa hội). Theo tôn chỉ Phản Thanh Phục Minh, tổ chức Hội đặt dưới quyền 15 vị đà chủ, trên hết là Tổng đà chủ. Tứ đà chủ Văn Thái Lai nắm được bí mật về thân thế vua Càn Long, một bí mật có thể làm lung lay ngai vàng, nên bị nhà vua phái cao thủ thị vệ bắt giam.
Tình tiết của truyện xoay quanh cuộc phiêu lưu giải cứu Văn Thái Lai, mà qua đó, Trần Gia Lạc tình cờ gặp gỡ rồi ra tay giúp một bộ lạc người Hồi truy nã đoàn xe của Trấn Viễn tiêu cục, đoạt lại thánh vật là bộ kinh Koran. Trần gia Lạc được Hoắc Thanh Đồng, là con gái của vị Tộc trưởng, Mộc Trác Luân, đem lòng yêu mến trao tặng bảo kiếm. Trên đường hành hiệp, các anh hùng HHH kết giao với nhiều vị anh hùng khác, như Chu Trọng Anh ở Thiết Đảm trang cùng Mộc Trác Luân, dẫn đến chuyện tình giữa các nhân vật Từ Thiên Hoằng và Chu Ỷ, Dư Đồng và Lý Nguyên Chỉ sau này...
Trần Gia Lạc cùng các anh hùng HHH đi theo dấu vết của đoàn xe hộ tống Văn Thái Lai về Bắc Kinh. Đến Hàng Châu, Trần Gia Lạc tình cờ gặp được vua Càn Long cải trang ra ngoài vi hành và thật ngẫu nhiên, họ kết bạn với nhau. Nhưng sau đó, khi biết được thân thế của nhau, họ chuyển sang e dè, đề phòng lẫn nhau. Trong lúc 2 người cùng du thuyền trên sông, thị vệ hoàng gia đã bị các cao thủ Hồng Hoa hội đánh bại thảm hại, nhục nhã; chứng tỏ thế lực của Hồng Hoa hội tại Hàng Châu quá mạnh. Trần Gia Lạc và Càn Long gặp lại nhau khi Trần Gia Lạc trở về quê nhà Hải Ninh viếng mộ song thân.
Khi Trần Gia Lạc gặp Văn Thái Lai trong nhà giam của đề đốc Lý Khả Tú, chàng đã thất kinh khi được Văn thái Lai cho biết Càn Long hoàn toàn không phải là người Mãn Châu mà là người Hán, và chính là anh ruột của chàng, vốn đã bị Ung Chính bắt đưa vào cung khi còn nhỏ để đánh tráo với con gái của Ung Chính (con trai của Trần Thế Quan cha Trần Gia Lạc và con gái Ung Chính sinh cùng một ngày) trong âm mưu trang giành sự sủng ái của Khang Hy.
Sau khi cứu thoát Văn Thái Lai, Trần Gia Lạc và Hồng Hoa hội tổ chức bắt cóc Càn Long mang đến Lục Hòa tháp và ép Càn Long phải thừa nhận thân thế của mình. Trần Gia Lạc đã hứa không tiết lộ bí mật ghê gớm của Càn Long - đổi lại yêu cầu nhà vua phải cùng với Hồng Hoa hội lật đổ sự thống trị của người Mãn đuổi họ ra khỏi giang sơn và khẳng định rằng Càn Long vẫn sẽ ở ngôi hoàng đế nếu thực hiện đại sự phản Mãn phục Hán. Càn Long trong lúc bị uy hiếp đã lập lời thề và được các đương gia của Hồng Hoa hội thả ra.
Cùng lúc đó quân Thanh tấn công Hồi Cương, nơi sinh sống của các bộ tộc người Hồi. Trần Gia Lạc đến Hồi Cương để giúp đỡ họ. Tại bộ tộc người Hồi, Trần Gia Lạc gặp lại Hoắc Thanh Đồng và em gái của cô, Kha Tư Lệ, thường được người Hồi gọi là Hương Hương công chúa. Trần Gia Lạc bị thu hút bởi vẻ đẹp thuần khiết của Kha Tư Lệ và yêu cô tha thiết. Tuy nhiên, Trần Gia Lạc đã dần vướng vào một chuyện tình tay ba phức tạp do Hoắc Thanh Đồng cũng yêu Trần Gia Lạc.
Trong trận chiến giữa người Hồi và quân Thanh, ban đầu Hoắc Thanh Đồng đã dùng mưu kế tiêu diệt 4 vạn quân Thanh do Triệu Huệ chỉ huy và bao vây quân Thanh ở sông Hắc Thủy hơn 4 tháng. Nhưng sau đó quân Thanh được tăng viện kéo đến tấn công, lại gặp lúc Hoắc Thanh Đồng lâm bệnh nặng không thể chỉ huy nên toàn bộ quân Hồi bị tiêu diệt, Mộc Trác Luân cùng con trai Hoắc A Y anh dũng hy sinh, còn Kha Tư Lệ bị bắt đưa về Bắc Kinh.
Càn Long bị sắc đẹp của Kha Tư Lệ quyến rũ và ra sức ép buộc Kha Tư Lệ phục tùng mình nhưng cô kiên quyết chống cự. Trần Gia Lạc vào hoàng cung và gặp lại Càn Long. Chàng nhắc nhở Càn Long về lời thề phản Mãn phục Hán trên Lục Hòa tháp, và vì quyền lợi chung của quốc gia dân tộc, chàng sẵn sàng hy sinh hạnh phúc của bản thân khi thuyết phục Kha Tư Lệ phục tùng Càn Long. Kha Tư Lệ phát hiện ra rằng Càn Long đã tráo trở bội ước và âm mưu giăng một mẻ lưới bắt gọn các yếu nhân Hồng Hoa hội nhằm giữ kín bí mật thân thế.
Đứng trước thử thách nguy hiểm đến tính mạng người yêu và bạn bè, Kha Tư Lệ đã chọn cái chết để báo động cho họ trốn chạy. Hồng Hoa hội tức giận vì Càn Long phản bội lời thề đã tiến hành bao vây tấn công vào hoàng cung, uy hiếp Càn Long và bắt sống đứa con tư sinh của y là Phúc Khang An, dẫn đến một trận chiến đẫm máu. Càn Long đã buộc phải giảng hòa với Hồng Hoa hội, Trần Gia Lạc yêu cầu Càn Long không được trả thù hội chúng và huynh đệ Hồng Hoa hội trong khắp thiên hạ thì mới thả Phúc Khang An về. Sau khi an táng cho Kha Tư Lệ, Trần Gia Lạc cùng Hoắc Thanh Đồng và các anh hùng trong Hồng Hoa hội trở về Hồi Cương để mai danh ẩn tích. Cái chết của Kha Tư Lệ để lại đau thương cho người yêu và người thân. Trần Gia Lạc sau đó chọn một cuộc sống lặng lẽ một mình đến hết đời.

## Nhân vật
- Trần Gia Lạc (陳家洛): nhân vật chính của tác phẩm, tổng đà chủ của Hồng Hoa Hội, con trai thứ ba của Trần Thế Quan, em ruột Hoàng đế Càn Long, đồ đệ của Thiên trì quái hiệp Viên Sĩ Tiêu, sử dụng châu sách và thuẫn bài làm binh khí. Cả đời chàng dành trọn thứ tình yêu chung thủy và thuần khiết nhất cho Kha Tư Lệ vừa xinh đẹp, vừa hồn nhiên và không thể mở lòng với ai được nữa. Chàng có giao tình tốt với chị của nàng và đã tìm được một nơi bình yên lý tưởng của mình.
- Hoắc Thanh Đồng (霍青桐): con gái thứ hai của Mộc Trác Luân tộc trưởng người Hồi, có ngoại hiệu Thúy vũ hoàng sam (翠羽黃衫), đồ đệ của Thiên Sơn song ưng Trần Chính Đức và Quan Minh Mai. Thanh tú đẹp đẽ, trang nhã cao quý, một lòng ngưỡng mộ Trần Gia Lạc vì chàng đã giúp bộ tộc đoạt lại bộ kinh Koran bị đánh cắp. Cô vừa là cao thủ võ lâm vừa là một người có tài chỉ huy quân đội, là người con có hiếu, một người chị biết che chở, sẵn sàng bảo vệ lợi ích của người thân và dân tộc mình. Nàng thực sự là bậc nữ lưu hào kiệt, không thua gì đấng mày râu anh hùng. Nàng xinh đẹp trong y phục màu vàng với chiếc lông vũ cài trên đầu, hào sảng, mạnh mẽ, thông minh hơn người và hiểu chuyện, mong một ngày chàng cảm động mà để mắt đến. Biết chàng yêu em gái và chẳng coi chuyện đó vào đâu, nàng không hờn không oán dù trong lòng không thoải mái. Nàng nguyện trở thành người con gái duy nhất ở bên cạnh chàng, được gần gũi, chăm sóc tận tình cho chàng và sống mãi với tình yêu đơn phương của mình. Với nàng, như thế là quá đủ.
- Kha Tư Lệ (喀絲麗): thường được gọi là Hương Hương công chúa (香香公主)[3], em gái của Hoắc Thanh Đồng, không biết võ công lại không hiểu mưu lược nhưng nổi tiếng với vẻ đẹp ''trăng in đáy nước, hoa nở trong gương'', toàn thân của Kha Tư Lệ còn toát ra một mùi hương đặc biệt, khiến ai ngửi thấy cũng làm cho thoải mái, quên hết mọi sự đời. Nàng như tiên nữ hạ phàm. Không chỉ đẹp, nàng còn có tâm hồn trong sáng thánh thiện, luôn cười với mọi người, quan tâm đến mọi người, nhìn cuộc đời đâu đâu cũng là điều tốt đẹp, yêu quý động vật, nhân từ với kẻ đã hại mình, thông minh đến mức nhận ra sự thèm muốn của Càn Long. Cô còn có lòng can đảm để hy sinh chính mình mà bảo vệ bộ tộc. Cô đã gặp và yêu say đắm Trần Gia Lạc, luôn tin tưởng chàng ta, luôn xem chàng là người giỏi nhất. Cô bị Càn Long quyền lực đầy trời để ý và dùng mọi thủ đoạn ép làm phi. Nhờ Trần Gia Lạc thuyết phục, cô đồng ý trong nước mắt vì nghĩa lớn mặc dù không có chút cảm tình còn căm ghét tận xương kẻ đã chia rẽ hạnh phúc của nàng với chàng nhưng khi phát hiện Càn Long phản bội lời thề, cô đã tự tử để cảnh báo Trần Gia Lạc. Biết nàng hy sinh và chịu đựng vì mình, chàng vô cùng đau khổ và suốt đời không chịu lấy ai làm vợ, như một cách tạ lỗi với tuyệt sắc giai nhân.
- Càn Long (乾隆皇帝): hoàng đế nhà Thanh, là anh ruột của Trần Gia Lạc, bị Ung Chính đánh tráo đem vào cung để tranh giành sự sủng ái của Khang Hy. Đây là một nhân vật lịch sử được Kim Dung tiểu thuyết hóa. Y ham mê quyền lực, phản bội cả em ruột và yêu Kha Tư Lệ thật lòng. Cũng như Trần Gia Lạc, hắn nhung nhớ cô gái kiều diễm, đáng yêu ấy suốt một thời gian dài ngay cả khi nàng đã chết.
- Truy Hồn Đoạt Mệnh Kiếm Vô Trần đạo trưởng (無塵道長): Là Nhị đương gia của Hồng Hoa Hội, khi xưa Vô Trần yêu một người con gái sâu sắc nhưng người ấy không biết, cùng quan quân lập kế bắt giữ, vì thể hiện tình yêu của mình, Vô Trần đã tự chặt một cánh tay và xuất gia lấy hiệu là Vô Trần. Gã từng một thuở cảm nhận vẻ đẹp của tình ái, si tâm chẳng kém gì Trần Gia Lạc.
- Thiên Tí Như Lai Triệu Bán Sơn (趙半山): Là Tam đương gia của Hồng Hoa Hội, là một trong các nhất đẳng cao thủ về ám khí. Là huynh đệ kết nghĩa của Hồ Phỉ trong Phi hồ ngoại truyện
- Bôn Lôi Thủ Văn Thái Lai (文泰來): Là Tứ đương gia của Hồng Hoa Hội, là chồng của Uyên ương đao Lạc Băng, võ công thiên về quyền pháp. Lạc Băng yêu Văn Thái Lai vì khí phách anh hùng, đại nhân đại nghĩa, đáng tin cậy, là những phẩm chất mà Dư Ngư Đồng còn thiếu.
- Ngũ đương gia và Lục đương gia là hai anh em Hắc Vô Thường Thường Hách Chí (常赫志) và Bạch Vô Thường Thường Bá Chí (常伯志), giang hồ gọi là Tây Xuyên song hiệp - Hắc Bạch vô thường.
- Võ Gia Cát Từ Thiên Hoằng (徐天宏): Là Thất đương gia của Hồng Hoa Hội có ngoại hình thấp lùn được giang hồ tôn kính với trí tuệ của Gia Cát Lượng. Anh và Chu Ỷ là cặp đôi oan gia, thường tranh cãi với nhau nhưng sau đó hai người yêu nhau và nên duyên vợ chồng. Cuối truyện con của hai người bị Phương Hữu Đức bắt làm con tin.
- Thiết Tháp Dương Thành Hiệp (楊成協): Là Bát đương gia của Hồng Hoa Hội, ngoại hình vừa cao vừa mập, sử cây cương nặng hơn ba mươi cân.
- Cửu Mệnh Cẩm Báo Tử Vệ Xuân Hoa (衛春華): Là Cửu đương gia của Hồng Hoa Hội, có mặt mũi tuấn tú, binh khí là cặp cầm song câu. Lần nào đánh nhau y cũng liều mạng bất kể sống chết. Số lần y gặp nguy hiểm thì không sao đếm xuể, nhưng chưa trọng thương lần nào, nên mới được người ta ví là con báo có chín mạng sống.
- Thạch Cảm Đương Chương Tiến (章進): Là Thập đương gia của Hồng Hoa Hội, là một người lưng gù xấu xí, trọng tình nghĩa. Sử dụng vũ khí là một cây gậy răng sói được gọi là "Đoản Bính Lang Nha Bổng". Cuối cùng bị giết bởi quân đội Ngự Lâm Quân bảo vệ hoàng cung trong bữa tiệc giữa Càn Long và Hồng Hoa hội.
- Uyên Ương Đao Lạc Băng (駱冰) là Thập nhất đương gia vợ Bôn Lôi Thủ Văn Thái Lai, binh khí là cặp Uyên ương đao, rất giỏi trong việc phi đao. Vì là vợ Văn Thái Lai nên cô thường được gọi là "tứ tẩu" chứ không gọi là thập nhất tỷ hay thập nhất muội.
- Thập Nhị Lang Quỷ Kiến Sầu Thạch Song Anh (石雙英): Là vị đương gia thứ 12 của Hồng Hoa Hội, thiết diện vô tư nên được người trong hội cho làm Hình đường chủ giải quyết những người phạm tội.
- Đồng Đầu Ngạc Ngư Tưởng Tứ Căn (蔣四根) là đương gia thứ 13, có khả năng bơi tốt. Vũ khí sử dụng là một cây thiết tương được gọi là "Lỗ Trí Thâm Phong Ma Trượng".
- Kim Địch Tú Tài Dư Ngư Đồng (余魚同): ngồi ghế thứ 14 trong Hồng Hoa Hội, có biệt tài thổi sáo, cơ trí, tự tin, dí dỏm, hoạt bát, có ăn học, biết lễ nghĩa. Chàng trai phong lưu anh tuấn này đã thầm yêu trộm nhớ người phụ nữ có chồng Lạc Băng, giữ nhiệm vụ liên lạc bốn phương, thám thính tin tức trong hội. Chàng thất tình, gặp gỡ tiểu sư muội Lý Nguyên Chỉ thông minh xinh xắn lại tha thiết yêu chàng, bị nàng làm cảm động. Cuối cùng, Dư Ngư Đồng và Lý Nguyên Chỉ nên duyên vợ chồng.
- Sau này thư đồng Tâm Nghiễn (心硯) của Trần Gia Lạc có công lớn được Trần Gia Lạc phong Thập ngũ đương gia.

## Chuyển thể

### Phim điện ảnh
| Năm  | Hãng sản xuất      | Quốc gia  | Đạo diễn      | Biên kịch            | Giám chế        | Trần Gia Lạc   | Hoắc Thanh Đồng | Kha Tư Lệ     | Càn Long        | Thông tin thêm |
| ---- | ------------------ | --------- | ------------- | -------------------- | --------------- | -------------- | --------------- | ------------- | --------------- | --- |
| 1960 | Nga My ảnh thị     | Hồng Kông | Lý Thần Phong | Lý Thần Phong        | Thiệu Bách Niên | Trương Anh     | Tử La Liên      | Dung Tiểu Ý   | Trương Anh      | Trần Cẩm Đường vai Văn Thái Lai, Lương Tố Cầm vai Lạc Băng, Lâm Giao vai Từ Thiên Hoằng, Thượng Quan Quân Huệ vai Chu Ỷ, Thạch Yến Tử vai Dư Ngư Đồng, Mã Kim Linh vai Lý Nguyên Chỉ |
| 1967 | Thiệu Thị huynh đệ | Hồng Kông | Cao Lập       | Nguyễn Quân          | Thiệu Dật Phu   | Trương Dực     | Ngu Tuệ         | Thư Bội Bội   | -               | Còn gọi là Nho hiệp (儒侠). Phim giữ nguyên cốt truyện nhưng thay đổi tên nhân vật. Tiêu Giảo vai Cát Đại Vân, La Liệt vai Lý Trung Nghĩa, Cố Văn Tôn vai Lữ Cường.                  |
| 1981 | Thiệu Thị huynh đệ | Hồng Kông | Sở Nguyên     | Nghê Khuông          | Phương Dật Hoa  | Địch Long      | -               | -             | Bạch Bưu        | Đặng Vĩ Hào vai Văn Thái Lai, Trần Kỳ Kỳ vai Lạc Băng, Tôn Kiến vai Từ Thiên Hoằng, Văn Tuyết Nhi vai Chu Ỷ, Cố Quán Trung vai Dư Ngư Đồng, Hoàng Mẫn Nghi vai Lý Nguyên Chỉ         |
| 1987 | Ngân Đô cơ cấu     | Hồng Kông | Hứa An Hoa    | Hứa An Hoa, Kim Dung | -               | Trương Đa Phúc | Lưu Giai        | Ngải Y Nỗ Nhĩ | Thường Đạt Thức | Quách Bích Xuyên vai Văn Thái Lai, Đinh Thuý Hoa vai Lạc Băng, Trần Hữu Vượng vai Từ Thiên Hoằng, Hầu Trường Vinh vai Dư Ngư Đồng                                                    |

### Phim truyền hình
| Năm                | 1976                      | 1984                                   | 1987                | 1992                           | 1994                       | 2002                                        | 2008                                  |
| ------------------ | ------------------------- | -------------------------------------- | ------------------- | ------------------------------ | -------------------------- | ------------------------------------------- | ------------------------------------- |
| Tên                | Thư Kiếm Ân Cừu Lục       | Thư Kiếm Giang Sơn                     | Thư Kiếm Ân Cừu Lục | Thư Kiếm Ân Cừu Lục            | Thư Kiếm Ân Cừu Lục        | Thư Kiếm Ân Cừu Lục                         | Thư Kiếm Ân Cừu Lục                   |
| Đài truyền hình    | TVB                       | TTV                                    | TVB                 | CTS                            | CCTV                       | Thượng Hải Đường Nhân                       | Hồ Nam điện quảng                     |
| Quốc gia           | Hồng Kông                 | Đài Loan                               | Hồng Kông           | Đài Loan                       | Trung Quốc                 | Đài Loan, Trung Quốc, Hồng Kông, Singapore  | Trung Quốc                            |
| Số tập             | 60                        | 11                                     | 28                  | 48                             | 32                         | 40                                          | 40                                    |
| Đạo diễn           | Vương Thiên Lâm           | Thân Giang, Du Thiên Long              | Lý Thiêm Thắng      | Cúc Giác Lượng                 | Lý Triệu Hoa, Lê Học Vấn   | Vệ Hàn Thao, Hoàng Vĩ Minh, Phùng Bá Nguyên | Đàm Hữu Nghiệp, Ôn Vĩ Cơ, Hà Chấn Hoa |
| Biên kịch          | Vương Thiên Lâm, Kim Dung | Thân Giang, Du Thiên Long, Giản Bá Hân | Quan Triển Bác      | Trương Tín Nghĩa, Lâm Tăng Anh | Kim Dung                   | Vương Lê Chi, Trần Kính Toàn                | Lưu Khuê Tự                           |
| Giám chế           | Vương Thiên Lâm           | Phạm Thủ Nghĩa                         | Lý Thiêm Thắng      | Cúc Giác Lượng                 | Phác Đông Sinh, Dương Kiếm | Lý Quốc Lập, Thái Nghệ Nông                 | Âu Dương Thường Lâm                   |
| Vai diễn           | Diễn viên                 | Diễn viên                              | Diễn viên           | Diễn viên                      | Diễn viên                  | Diễn viên                                   | Diễn viên                             |
| Trần Gia Lạc       | Trịnh Thiếu Thu           | Du Thiên Long                          | Bành Văn Kiên       | Hà Gia Kính                    | Huỳnh Hải Băng             | Triệu Văn Trác                              | Kiều Chấn Vũ                          |
| Càn Long           | Trịnh Thiếu Thu           | Du Thiên Long                          | Nhậm Đạt Hoa        | Thẩm Mạnh Sinh                 | Vương Vệ Quốc              | Trần Chiêu Vinh                             | Trịnh Thiếu Thu                       |
| Phúc Khang An      | Trịnh Thiếu Thu           | -                                      | Bành Văn Kiên       | -                              | -                          | -                                           | Kiều Chấn Vũ                          |
| Hoắc Thanh Đồng    | Uông Minh Thuyên          | Sâm Sâm                                | La Tuệ Quyên        | Lưu Tuyết Hoa                  | Vương Tinh Hoa             | Quan Vịnh Hà                                | Chu Lệ Kỳ                             |
| Kha Tư Lệ          | Dư An An                  | Dương Lệ Âm                            | Lương Bội Linh      | Phó Quyên                      | Dương Nhã Na               | Nhan Dĩnh Tư                                | Lưu Dĩnh                              |
| Văn Thái Lai       | Chu Giang                 | Thái Hoằng                             | Thạch Tu            | Diệp Phi                       | Dương Hoàn                 | Lữ Lương Vĩ                                 | Lưu Ái Nghệ                           |
| Lạc Băng           | Lý Tư Kỳ                  | Mao Anh                                | Trần Mẫn Nhi        | Kim Ngọc Lam                   | Mã Lệ                      | Trần Hiếu Huyên                             | Tề Phương                             |
| Từ Thiên Hoằng     | Ngũ Vệ Quốc               | Trương Anh Thạc                        | Liêu Khải Trí       | Dương Lực                      | Trần Kế Minh               | Lương Vinh Trung                            | Lý Đông Học                           |
| Chu Ỷ              | Cao Diệu Tư               | Thượng Quan Minh Lê                    | Thương Thiên Nga    | Hàn Ni                         | Mễ Lạp                     | Chung Cầm                                   | Lý Trình Viện                         |
| Dư Ngư Đồng        | Hạ Vũ                     | Thang Tần                              | Ngô Khải Hoa        | Thiệu Hân                      | Vương Chí Phi              | Tạ Quân Hào                                 | Ngô Hạo Khang                         |
| Lý Nguyên Chỉ      | Huỳnh Thục Nghi           | Ban Ban                                | Lê Mỹ Nhàn          | Vu Giai Huỷ                    | Tào Dĩnh                   | Tôn Lợi                                     | Lộ Thần                               |
| Vô Trần Đạo Trưởng | Ngô Thông                 | -                                      | Quan Tinh           | Chúc Gia Chính                 | Quyền Vũ                   | Trương Nguy                                 | Hạ Sinh Vĩ                            |
| Triệu Bán Sơn      | Hoàng Tân                 | -                                      | Tần Hoàng           | Quan Hồng                      | Triệu Quân                 | Ngô Việt                                    | Trương Bình                           |
| Thường Hách Chí    | La Vân                    | -                                      | Hà Lễ Nam           | Thái Văn Tinh                  | -                          | Quách Thường Huy                            | Đàm Kiến Xương                        |
| Thường Bá Chí      | Từ Quang Minh             | -                                      | Tô Hán Sinh         | -                              | -                          | Kim Minh                                    | Chung Lương                           |
| Dương Thành Hiệp   | Đàm Toàn Khanh            | -                                      | Chu Thiết Hòa       | -                              | -                          | Triệu Tiểu Tá                               | Từ Tiểu Minh                          |
| Vệ Xuân Hoa        | Quan Thông                | -                                      | Lý Thành Xương      | -                              | -                          | Giả Diễn Bằng                               | Ngô Nguyên Tuấn                       |
| Chương Tấn         | Lư Hải Bằng               | Mã Kỷ Nhân                             | Trương Lôi          | Lý Hữu Lân                     | -                          | Mao Hổ                                      | Lư Dự Văn                             |
| Thạch Song Anh     | Hoàng Nguyên Thân         | Phan Chương Minh                       | Mạch Tử Vân         | Hứa Văn Duệ                    | -                          | Quá Tư Minh                                 | Triệu Đông Bách                       |
| Tưởng Tứ Căn       | Ngô Mạnh Đạt              | Dư Tùng Chiếu                          | Tăng Vĩ Minh        | Ngô Thế Dương                  | -                          | Xa Căn                                      | Truơng Khải                           |
| Viên Sĩ Tiêu       | -                         | Dịch Nguyên                            | Quan Hải Sơn        | -                              | Lưu Trường Sinh            | Lương Gia Nhân                              | Lương Gia Nhân                        |
| Trần Chính Đức     | Viên Tiểu Điền            | -                                      | Cam Quốc Vệ         | -                              | -                          | Từ Cẩm Giang                                | Hoàng Nhất Phi                        |
| Quan Minh Mai      | Trịnh Mạnh Hà             | -                                      | Bạch Nhân           | -                              | -                          | Tuỳ Vịnh Thanh                              | Nguyên Thu                            |
| Lục Phỉ Thanh      | Quan Hải Sơn              | Lư Địch                                | Lưu Giang           | Trịnh Thiếu Phong              | Trương Đồng                | Dương Quang                                 | Đổng Chí Hoa                          |
| Vu Vạn Đình        | Trương Hoạt Du            | Long Phi                               | Bạch Anh            | Phạm Hồng Hiên                 | Ngô Vệ Đông                | Trương Thiết Lâm                            | Lưu Đức Khải                          |
| Tâm Nghiễn         | Dương Chí Hằng            | -                                      | Trương Vệ Kiện      | Tạ Quân Luơng                  | Hác Vĩ                     | Phùng Bằng Phi                              | -                                     |
| Chu Trọng Anh      | Lý Bằng Phi               | Vạn Kiệt                               | Ngô Mạnh Đạt        | Giang Dương                    | -                          | Lý Khánh Tường                              | Vương Cương                           |
| Chu Phu Nhân       | Trịnh Thiếu Bình          | Trịnh Hiếu Vĩ                          | Hồ Mỹ Nghi          | -                              | -                          | Vuơng Tiểu Hồng                             | Đồng Tiểu Mai                         |
| Trương Triệu Trọng | Thạch Kiên                | Điền Phong                             | Nhạc Hoa            | Long Long                      | Triệu Tiễn                 | Quách Luơng                                 | Lý Đông Lâm                           |
| Mộc Trác Luân      | Giang Nghị                | Hoàn Vĩ                                | Bạch Văn Bưu        | Hạ Quân Chính                  | -                          | Đức Lực Cách Nhĩ                            | Từ Hướng Đông                         |
| Hoắc A Y           | Kim Hưng Hiền             | -                                      | -                   | Ngải Uy                        | Lưu Thế Phạm               | Trương Hồng Minh                            | -                                     |
| A Phàm Đề          | Quảng Vĩ Hùng             | -                                      | Hứa Thiệu Hùng      | Mạc Kỳ                         | -                          | -                                           | -                                     |
| A Phàm Đề thê tử   | Trình Khả Vi              | -                                      | Trần An Oánh        | -                              | -                          | -                                           | -                                     |
| Lý Khả Tú          | La Quốc Duy               | Hồ Quang                               | Lạc Ứng Quân        | Cố Bảo Minh                    | Tiết Văn Thành             | Hà Quế Lâm                                  | Công Phương Mẫn                       |
| Triệu Huệ          | -                         | Hàn Giang                              | Đàm Toàn Khanh      | -                              | Trần Chi Huy               | Tôn Trường Giang                            | Vuơng Nghênh Kỳ                       |
| Bạch Chấn          | Giang Đồ                  | -                                      | Diệp Thiên Hành     | Vuơng Huệ Ngũ                  | Phạm Lập Cường             | Lô Dũng                                     | Duơng Thăng                           |

### Kịch truyền thanh
Năm 1999, Đài phát thanh Hồng Kông (RTHK) sản xuất 32 tập kịch truyền thanh, với sự tham gia lồng tiếng của: Tạ Quân Hào vai Càn Long, Lương Vịnh Kỳ vai Kha Tư Lệ, Chu Quốc Phong vai Trần Gia Lạc và Phúc Khang An, Bành Tình vai Hoắc Thanh Đồng.